# (3933) Portugal
(3933) Portugal ist ein Hauptgürtelasteroid der Themis-Familie, der am 12. März 1986 von Richard Martin West im La-Silla-Observatorium entdeckt wurde. Er wurde nach dem Land Portugal benannt, das damit für seine Verdienste in der Organisation der  Europäischen Südsternwarte geehrt wurde.